# Ягодино (Ярославская область)
Ягодино — деревня в Погорельском сельском округе Глебовского сельского поселения Рыбинского района Ярославской области .
Деревня находится между расположенным на расстоянии около 1,5 км к западу правым берегом Волги (Копринский залив Рыбинского водохранилища) и расположенной на таком же расстоянии к востоку автомобильной дорогой из центра сельского поселения Глебово на Ларионово. Деревня имеет одну улицу, ориентированную с востока на запад. В западном направлении дорога идёт к деревне Мухино, стоящей на берегу Копринского залива Рыбинского водохранилища. Дорога в восточном направлении ведёт к деревне Бараново. Дорога в северо-восточном направлении через Коровниково и Минино ведёт к деревне Калита. На юг от Ягодино расположена деревня Подольское .
Деревня Ягодина указана на плане Генерального межевания Рыбинского уезда 1792 года. На плане деревня стоит на левом берегу Мухинского ручья, который в то время видимо был весьма протяжённым, исток около деревни Горели.
На 1 января 2007 года в деревне числилось 2 постоянных жителя . Почтовое отделение, расположенное в центре сельского округа, селе Погорелка, обслуживает в деревне Ягодино 15 домов .